# Peter Weninger
Peter Weninger (* 4. Mai 1926 in Wien) ist ein österreichischer Kunsthistoriker und Restaurator.

## Leben
Peter Weninger ist ein Sohn des Malers und Restaurators Fritz Weninger. Er war seit 1961 beim Landesmuseum Niederösterreich als Kunsthistoriker und Restaurator tätig und leitete die kunstgeschichtlichen Abteilung. Er arbeitete auch im Stadtmuseum Baden. 
Weninger trägt den Titel eines Hofrats und Professors. 1985 wurde er mit dem Österreichischen Ehrenkreuz für Wissenschaft und Kunst Erster Klasse ausgezeichnet.

## Publikationen
- Die bildende Kunst in Niederösterreich von 1945 bis 1965. Ausstellung im Amtsgebäude der Niederösterreichischen Landesregierung in Wien, 16. Mai 1965 – 10. Juli 1965, Niederösterreichisches Landesmuseum, Wien 1965.
- Niederösterreich in alten Ansichten. Österreich unter der Enns. Österreich in alten Ansichten Band 5, Kulturreferat der Niederösterreichischen Landesregierung, Residenz-Verlag, Salzburg 1971, ISBN 3-7017-0108-3.
- Volkskunst der Alpenländer. Einleitung von Franz Colleselli, Übersetzung in Englische von Elizabeth Herdina, Pinguin-Verlag, Innsbruck 1972, Umschau-Verlag, Frankfurt am Main 1972.
- Dieser ganze Kreis der Erden. Geschenk- und Andenkenblätter der Barock- und Biedermeierzeit. Residenz-Verlag, Salzburg 1977, ISBN 3-7017-0168-7.
- mit Peter Müller: Die Schule von Plankenberg. Emil Jakob Schindler und der österreichische Stimmungsexpressionismus. Ausstellung im Niederösterreichischen Landesmuseum 16. Mai bis 13. Oktober 1991, Beitrag von Martina Haja, Illustrationen von Emil Jakob Schindler, Graz 1991, ISBN 3-201-01537-7.
- Österreich in alten Ansichten. Tosa, Lizenz vom Residenz-Verlag, Wien 1995, ISBN 3-85001-530-0.
- Wien, Glanzlichter einer Stadt. Text von Peter Weninger, Fotos von Hella Pawlowski u. a., Pinguin-Verlag, Innsbruck 1995, ISBN 3-7016-2454-2.